# Jüdischer Friedhof (Augsburg)

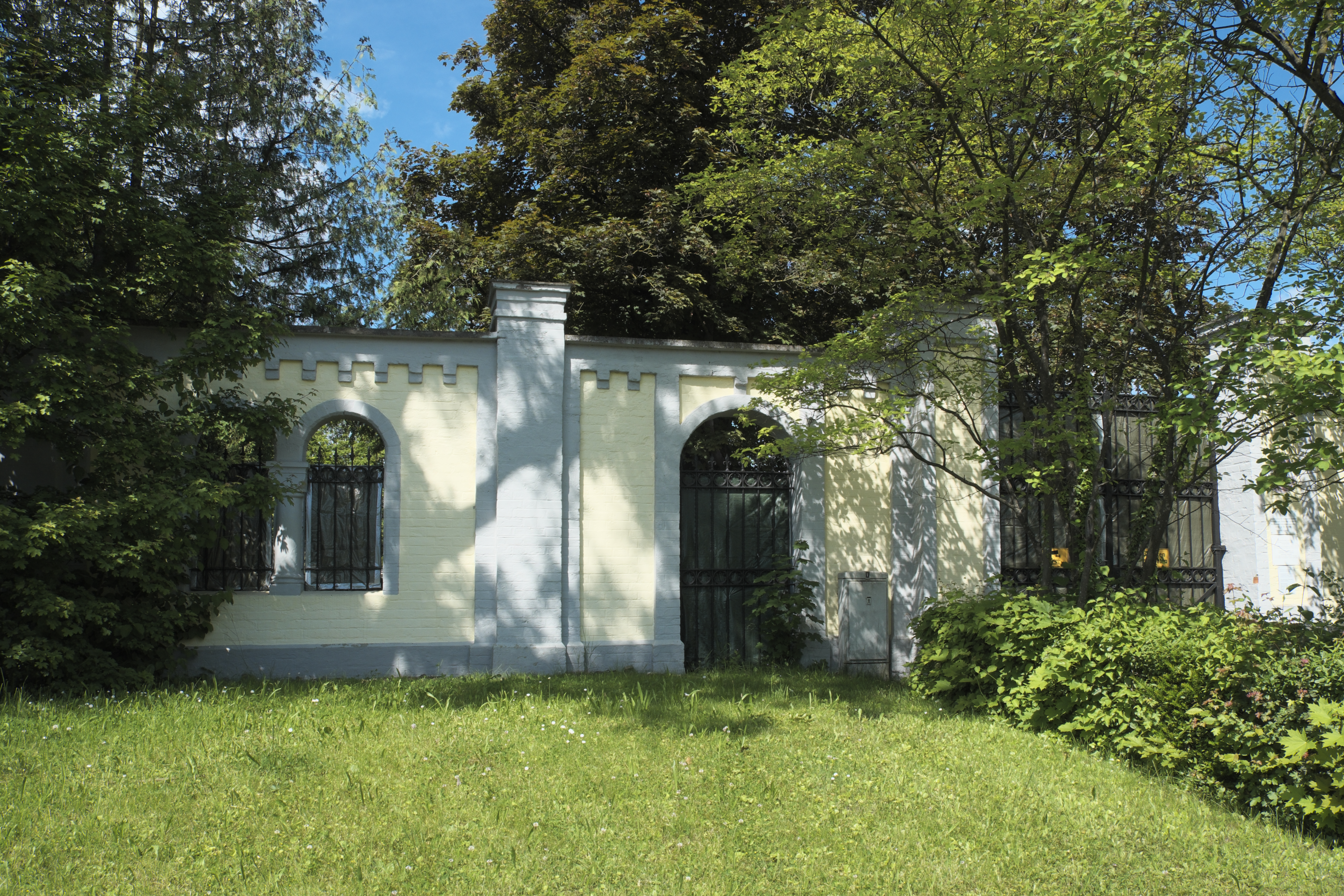
Eingang zum jüdischen Friedhof

Der jüdische Friedhof Augsburg im Stadtteil Hochfeld dient den Augsburger Juden seit 1867 als Begräbnisstätte. Bis dahin bestatteten sie ihre Toten auf dem wesentlich älteren jüdischen Friedhof in Kriegshaber. Durch die Eingemeindung von Kriegshaber nach Augsburg 1916 gibt es seither in Augsburg zwei jüdische Friedhöfe.

## Lage
Der Friedhof hat die Form eines langgezogenen Vierecks von etwa 40 Meter Breite und 117 Meter Länge. Es spannt sich zwischen zwei Straßen, dem Alten Postweg im Westen und der Haunstetter Straße im Osten. Der Haupteingang ist an der Haunstetter Straße unmittelbar bei der Haltestelle „Berufsschule“ der Linie 2 der Straßenbahn Augsburg. Am Alten Postweg ist ein nicht mehr benutzter Hintereingang.
Von Westen nach Osten verläuft mittig ein Verbindungsweg durch den Friedhof. Hohe Hecken gliedern den Friedhof in weitere Abteilungen. Im Mittelpunkt befindet sich ein Taharahaus.
Der Friedhof ist rundum von einer soliden, übermannshohen Backsteinmauer umgeben. Das Eingangstor ist üblicherweise verschlossen, nur die Angehörigen von Verstorbenen erhalten einen Schlüssel. Am Tor ist zusätzlich ein Sichtschutz angebracht, der auch den Einblick verhindert.

## Geschichte

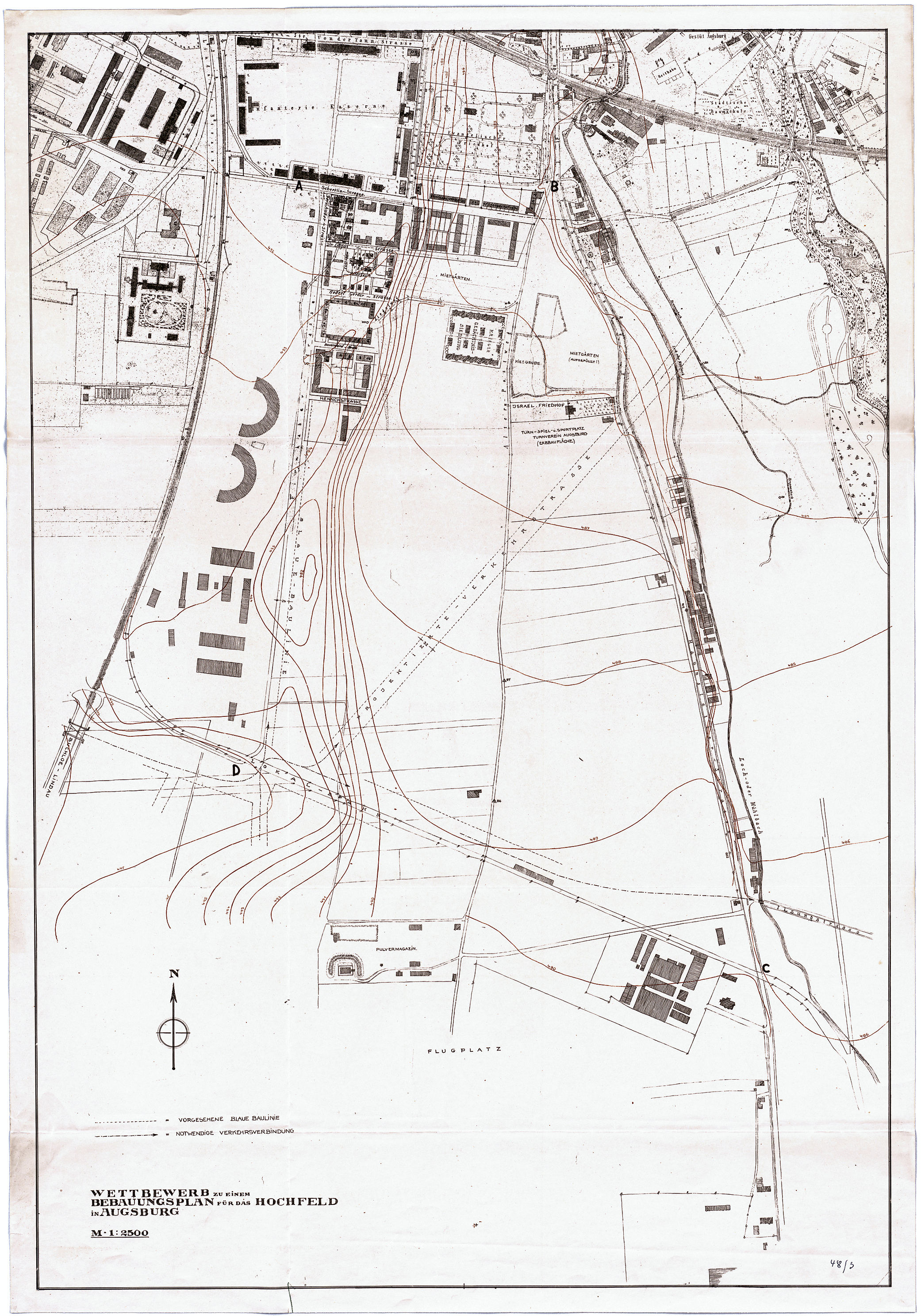
„Wettbewerb zu einem Bebauungsplan für das Hochfeld in Augsburg“ von 1924. Die Flurkarte zeigt die damals noch weitgehend unbebaute Umgebung des Friedhofs.

Im mittelalterlichen Augsburg ist seit mindestens 1298 ein jüdischer Friedhof urkundlich belegt, der sich in der Nähe der heutigen Straße An der Blauen Kappe befand. Nachdem die Juden um 1440 aus der Reichsstadt ausgewiesen wurden, wurde dieser mittelalterliche Judenfriedhof nach 1450 zerstört und die Grabsteine als Baumaterial missbraucht. Von diesem Friedhof gibt es heute keine Spuren mehr.
Nach der Auflösung der jüdischen Gemeinde siedelten einige Augsburger Juden in der näheren Umgebung, wie in Kriegshaber, das damals nicht zur Stadt Augsburg, sondern zu Vorderösterreich gehörte, sowie in Oberhausen und Pfersee. Erst ab 1803 lebten wieder dauerhaft Juden in Augsburg. Bis 1868 bestatteten sie ihre Toten üblicherweise am jüdischen Friedhof in Kriegshaber. 1867 erwarb der damalige Vorsitzende der 1861 gegründeten Israelitischen Kultusgemeinde, Carl von Obermayer, das erforderliche Grundstück für einen neuen Augsburger Friedhof im damals außerhalb der Stadt gelegenen Hochfeld. Den Stadtteil Hochfeld gab es als solchen damals noch nicht. 1868 fand die erste Bestattung auf dem neuen Friedhof statt.
Bei Bauarbeiten auf dem Gelände des mittelalterlichen Judenfriedhofs wurde ein Grabstein aus dem Jahr 1334 geborgen, der zum Grab der Gitel Kalonimos gehörte. Dieser mittelalterliche Grabstein wurde 1890 am neuen Friedhof aufgestellt.
Ursprünglich bestand der Friedhof nur aus seiner östlichen Hälfte. Er wurde 1901 auf seine heutige Größe verdoppelt. Bei dieser Gelegenheit wurde auch das Taharahaus in der neu entstandenen Mitte etabliert.
In den 1920er und 1930er Jahren wurde der Friedhof wiederholt von Antisemiten geschändet. Dabei wurden zahlreiche Grabsteine beschädigt und zerstört, darunter Kindergrabsteine. 1942 wurden einige Denkmale von deutschen Soldaten mit Gewehren beschossen, wovon noch markante Einschusslöcher zeugen.
Bei einem US-amerikanischen Luftangriff am 25. Februar 1944 auf die benachbarten Werke der Messerschmitt AG in Haunstetten traf eine Sprengbombe auch die Mitte des Friedhofs und zerstörte das damals als Warenlager missbrauchte Taharahaus vollständig. Zerschmettert wurden auch die benachbarten Mauerbereiche, einige umstehende Grabsteine, darunter auch der Grabstein der Gitel Kalonimos.
1961 wurde ein neues Taharahaus errichtet.
Der bislang letzte Übergriff auf den Friedhof, bei dem einige Grabsteine umgestoßen wurden, passierte im Jahr 1991.
Seit dem Zweiten Weltkrieg ist der Friedhof der einzige in ganz Bayerisch-Schwaben, der einer bestehenden jüdischen Gemeinde gehört. Er wurde deshalb für Verstorbene aus dem ganzen Bezirk benutzt. Wegen seiner nahezu vollen Belegung wurde 2019 in Augsburg-Lechhausen ein neuer jüdischer Friedhof auf einem Teil des Neuen Ostfriedhofs eingerichtet.

## Grabstätten
Der Friedhof verfügt heute über rund 1500, oder nach anderen Angaben rund 1800 Grabstätten. Wie auf jüdischen Friedhöfen allgemein üblich, sind die Grabstätten auf Dauer angelegt, so dass der Friedhof bei Erreichen seiner räumlichen Kapazität nicht mehr mit neuen Gräbern belegt werden kann.
135 bekannte Grabmale wurden von den berühmten Steinmetzen Max Koppel & Söhne aus Nördlingen hergestellt. Auch Fritz Landauer, der Architekt der Augsburger Synagoge, hat insbesondere für verstorbene Mitglieder seiner Familie eine Anzahl bemerkenswerter Grabmale entworfen.
Die älteren Gräber sind in der östlichen Hälfte des Friedhofs. Die jüngeren Grabsteine, die sich vorwiegend in der überwiegend „ukrainischen“ und „russischen“ westlichen Hälfte des Friedhofs befinden, sind hingegen „bis auf wenige Ausnahmen recht monotone, schwärzliche Kunststeine mit beinahe keinen anderen Abweichungen als Namen und Daten“.

### Grabstätten bedeutender Persönlichkeiten

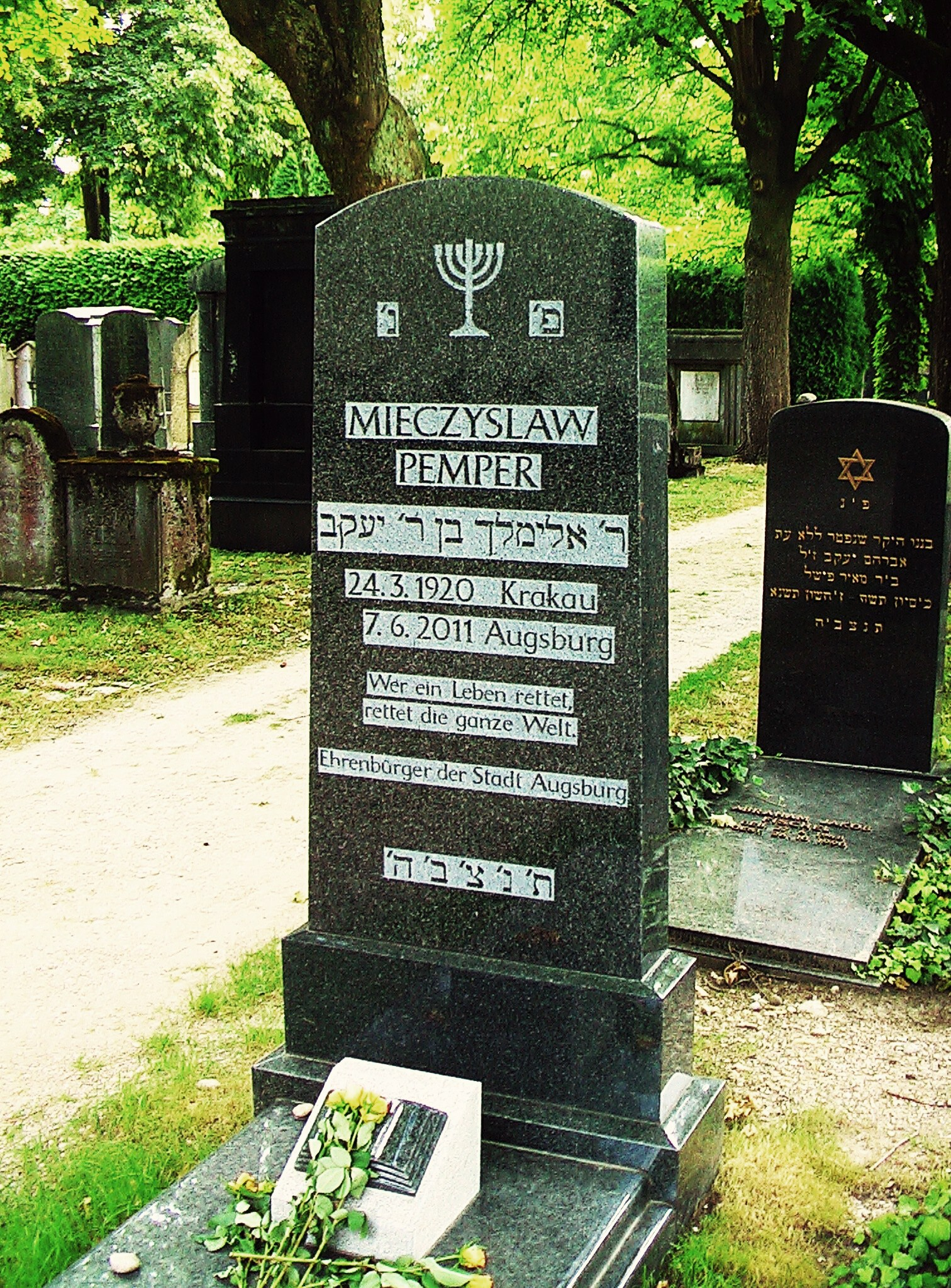
Grabstein des Augsburger Ehrenbürgers Mieczysław Pemper

- Max Obermayer (1824–1886), Bankier, Konsul der USA, Argentiniens und Belgiens in Augsburg[9]
- Salomon Rosenbusch (1825–1895), Hopfen- und Getreidehändler, Bankier und Gemeindevorsitzender[10][11]
- Benno Klopfer (1830–1897), Bankier[12]
- Heinrich Gross (1835–1910), 1875–1910 Bezirksrabbiner in Augsburg[13]
- Heinrich Landauer (1838–1917), Textilfabrikant und Kommerzienrat
- Wilhelm Hesselberger (1841–1892), Hopfenhändler
- Aaron Kahn (1841–1926), Textilunternehmer (Spinnerei und Weberei am Sparrenlech Kahn & Arnold, Neue Augsburger Kattunfabrik)[14]
- Gustav Oberndorf (1843–1906), Konsul der USA in Augsburg
- Samuel Landauer (1846–1937), Linguist und Orientalist[15]
- Ludwig Bauer (1850–1927), Justizrat, Gemeindevorsitzender, Bruder des Bankdirektors Moritz Bauer (1840–1905) und Onkel von Adele Bloch-Bauer[16]
- Gustav Flesch (1853–1915), Bankier, vermachte über 6000 Bände seiner Privatbibliothek der Staats- und Stadtbibliothek Augsburg[17]
- August Bühler (1856–1910), Bankier, und seine Frau Sabine Bühler geb. Ulmo (1855–1930), Stifterin des Goldschmiedebrunnens am heutigen Martin-Luther-Platz, Kunstmäzene[18]
- Richard Grünfeld (1863–1931), 1910–1929 Bezirksrabbiner in Augsburg[19]
- Siegfried Bernheim (1866–1937), Textilfabrikant[20]
- Karl Raff (1871–1924), Textilfabrikant
- Ludwig Dreyfuß (1883–1960), 1945–1946 Bürgermeister von Augsburg
- Friedrich Georg Friedmann (1912–2008), Amerikanist, Professor an der LMU, akademischer Ehrenbürger der Universität Augsburg[21]
- Ernst Cramer (1913–2010), Publizist und Vorstandsvorsitzender der Axel-Springer-Stiftung, Ehrenbürger der Stadt Augsburg[22]
- Marian Spokojny (1918–2009), Gemeindesekretär und Vorbeter
- Mieczysław Pemper (1920–2011), Unternehmer und Ehrenbürger der Stadt Augsburg[23]
- Israel Melcer (1922–2006), Möbelfabrikant
- Rafail Samoylovych (1926–2007), Lyriker, Maler und Übersetzer[24]

## Denkmale und Einrichtungen

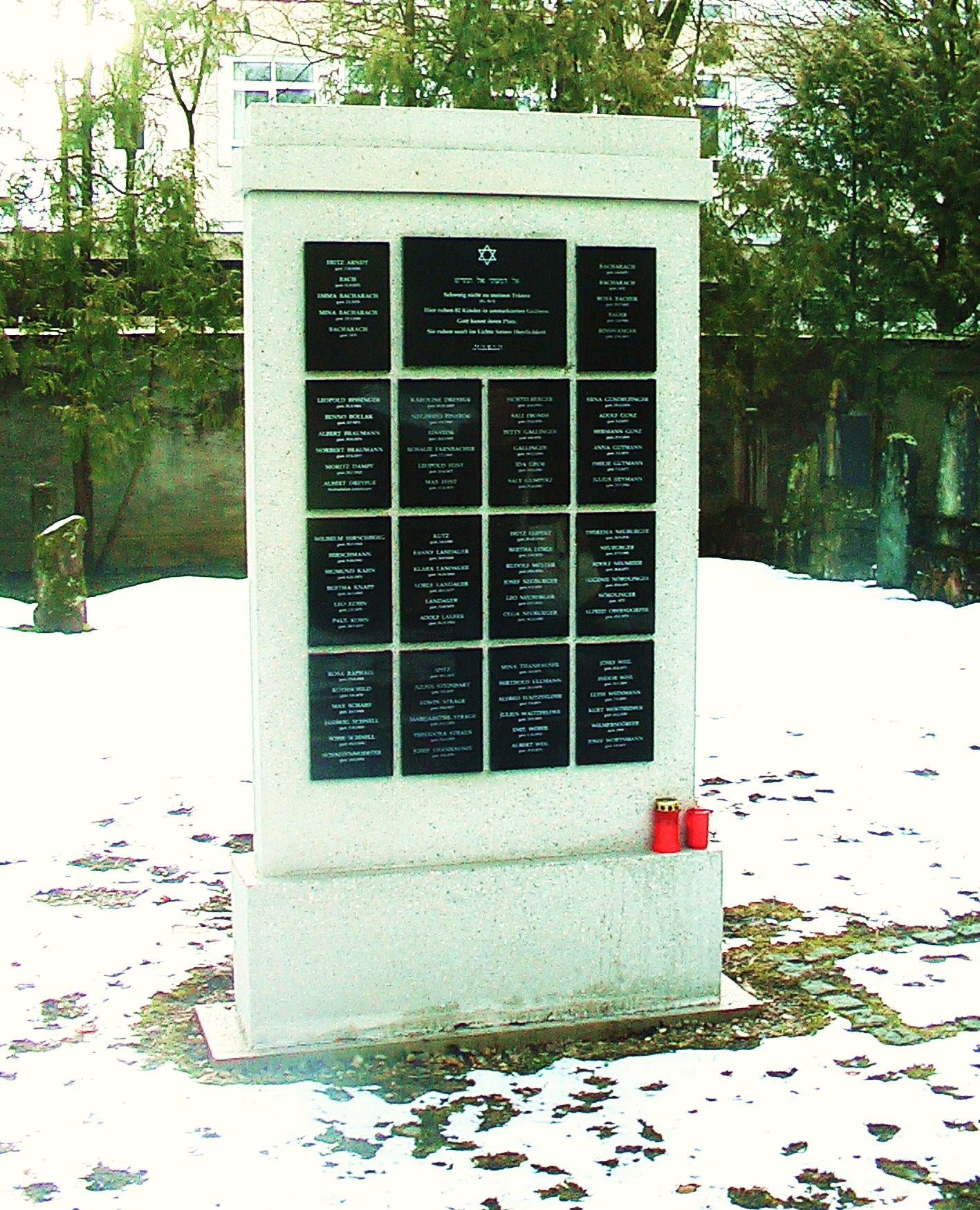
Kinderdenkmal am jüdischen Friedhof Augsburg Hochfeld

Kinderdenkmal: Auf der südlichen Seite beim Eingang befindet sich die Abteilung der Kindergräber. Im Dezember 2010 wurde von der Israelitischen Kultusgemeinde Schwaben-Augsburg zum Andenken an die durch Nationalsozialisten zerstörten Kindergrabsteine ein Denkmal mit 82 ermittelten Namen und Daten und einer Widmung errichtet.
Soldatendenkmal: Auf der Südseite der Tahara befindet sich ein dreigliedriges Denkmal für die gefallenen jüdischen Soldaten des Ersten Weltkrieges.
Holocaust-Denkmal: Auf der nördlichen Seite des Eingangs wurde 1960 eine hebräisch-deutsche Gedenkinschrift für die sechs Millionen ermordeten Juden der Nazizeit errichtet.
Taharahaus: 1961 wurde nach Plänen des aus Frankfurt am Main stammenden Architekten Hermann Zvi Guttmann, der im Folgejahr auch den Betraum der Augsburger Synagoge restaurierte, das im Krieg zerstörte Taharahaus neu erbaut.
Brunnen: Am Westende des Friedhofs, nahe Alter Postweg, befindet sich seit 1982 ein Brunnen in Form einer Menora.

## Drehort
Der Friedhof diente als Drehort für den deutschen Spielfilm „Kaddisch für einen Freund“ des Regisseurs Leo Khasin aus dem Jahr 2012. Auch Mitglieder der jüdischen Gemeinde Augsburgs, russischstämmige Veteranen des Zweiten Weltkriegs, wurden für den Film gecastet, um sich selbst zu spielen.

## Umfeld
Ursprünglich waren die Nachbargrundstücke des Friedhofs unbebaut. Um 1920 wurde im Süden des Friedhofs ein Sportplatz angelegt, der bis 1965 in Betrieb war. Seither befindet sich dort ein Gebäudekomplex von Berufsschulen. Im Norden grenzt der Friedhof eine Kleingartenanlage an, die bis 2022 den Namen „Karl Freytag“ trug (seither: „Kleingartenanlage am Alten Postweg“). Ihr ehemaliger Name ist im Zusammenhang mit dem jüdischen Friedhof erwähnenswert, da Karl Freytag nicht nur rege ehrenamtlich für die Kleingartenbewegung tätig, sondern im Alter auch ein Nationalsozialist war.

## Führungen
Das Jüdische Museum Augsburg Schwaben bietet kostenpflichtige 60-minütige Führungen auf dem Friedhof an. Jegliches Fotografieren ohne besondere Ausnahmegenehmigung der Israelitischen Kultusgemeinde Augsburg ist verboten.